# Huarian
Huarian (Tubarão), malena brazilska porodica indijanskih jezika i plemena nastanjenih u Rondôniji, koja obuhvaća plemena Huari ili Corumbiara (Columbiara) i Aikaná ili Masaká. 
Ova porodica danas se vodi kao dio Velike porodice Macro-Tucanoan. Članovi porodice su nastanjeni na rezervatima AI Rio Guaporé i AI Tubarão/Latundê s plemenima Latundê i Sabanê,

## Vanjske poveznice
- Aikanã